# Mayuko Kamio
Mayuko Kamio (神 尾 真 由 子, nacida el 12 de junio de 1986 en Toyonaka, Osaka ) es una violinista japonesa. 

## Trayectoria
Kamio nació en Osaka, Japón, en 1986, y comenzó a tocar el violín a la edad de cuatro años.  Sus primeros maestros fueron Chikako Satoya, Machie Oguri y Chihiro Kudo, y trabajó con Koichiro Harada en la Escuela de Música Toho Gakuen. Kamio estudió en los Estados Unidos con Dorothy DeLay y Masao Kawasaki en el Festival de Música de Aspen y en la división preuniversitaria de la Escuela Juilliard. Después Kamio ha estudiado con Zakhar Bron en la Hochschule Musik und Theatre (HMT) en Zúrich, Suiza.  
Toca actualmente en el violín fabricado en 1735 "Sennhauser", hecho por Joseph Guarneri del Gesu, ofrecido por la Strad Society de Chicago y anteriormente un Stradivarius de 1727, anteriormente propiedad de Joseph Joachim, en préstamo de Suntory. Ha aparecido con orquestas de renombre, incluyendo la Orquesta Filarmónica de Montecarlo, la Filarmónica de la BBC y la Zürcher Kammerorchester.  
Fue la artista más joven en ganar el Concurso Internacional de Violín Menuhin, en el que actuó con la Orquesta Nacional de Lille, con la dirección de Yehudi Menuhin. Fue galardonada con el primer premio en las audiciones internacionales de Young Concert Artists en el año 2000, y recibió la primera medalla del Concurso de Maestros de Violín de Monte Carlo. También obtuvo la medalla de oro en el primer Concurso Internacional de Violín David Oistrakh en Ucrania y el primer premio para violín en el Concurso Internacional Chaikovski en 2007.
Kamio fue una de las tres personas (junto con el pianista Adam Neiman y la gerente de Young Concert Artists, Susan Wadsworth) que fueron los sujetos de la película documental Playing for Real de 2003, dirigida por Josh Aronson. La película documenta las dificultades para establecer una carrera en la música clásica.
En 2010, Kamio giró por Japón con la Orquesta del Festival de Budapest bajo Iván Fischer tocando el Concierto para violín de Mendelssohn. El 2 de octubre de 2010, tocó la Fantasía sobre Carmen de Sarasate en Buenos Aires, Argentina.
Posteriormente ha tocado en el Festival de Música de Brevard, con la Sinfonía de Huntsville, la Sinfónica de Vancouver, la Filarmónica de Nihon, la Sinfónica de Silicon Valley, la Sinfónica de Seattle, la Filarmónica de Búfalo, así como recitales con Música de Cámara en San Francisco, Chamber on the Mountain y Merkin Hall en New York. Ha realizado una gira con la Filarmónica Nacional de Rusia dirigida por Vladimir Spivakov, la Filarmónica de Múnich con Zubin Mehta, la Filarmónica de Praga, la Filarmónica de Israel y la Orquesta Sinfónica de Oviedo de España.
Ha realizado giras con la Filarmónica de Israel bajo la dirección de Ludovic Morlot, en Sudamérica con la Filarmónica de Múnich bajo la dirección de Zubin Mehta, y en Japón con la Orquesta Sinfónica de SWR de Alemania bajo la dirección de François-Xavier Roth.   
Ha hecho recitales en Nueva York, Washington D. C., San Francisco, San Petersburgo, Moscú, Frankfurt, Varsovia y Tokio.
Graba para los sellos SONY y BMG, que han editado las sonatas de Franck, Brahms y Strauss, los conciertos de Chaikovski y Prokófiev, piezas con piano de Chausson, Stravinsky, Szymanowski, Waxman y los 24 Caprichos para violín solo de Paganini.